# Pilar Manjón
Pilar Manjón est la présidente de l' Asociación 11-M Afectados del Terrorismo (Association pour les victimes du 11 mars 2004)

## Biographie
Elle est née à Plasencia. Elle est fonctionnaire et membre du syndicat Comisiones Obreras de Madrid. 
Son fils, Daniel Paz Manjón, est mort dans les attentats du 11-M.
Elle a été très critique envers la politique et le gouvernement espagnol d'Aznar. Elle est devenue connue en Espagne par ses interventions télévisuelles. Elle a demandé aux chaînes de télévision de ne plus diffuser d'images de l'attentat. 